# آدری تانگ
آدری تانگ (چینی: 唐鳳; پین‌یین: Táng Fèng؛ زادهٔ ۱۸ آوریل ۱۹۸۱) سیاستمدار اهل تایوان و برنامه‌نویس نرم‌افزار آزاد است که به عنوان نخستین وزیر امور دیجیتال تایوان از اوت ۲۰۲۲ تا مه ۲۰۲۴ خدمت کرد. او به عنوان یکی از «ده شخصیت بزرگ کامپیوتر تایوان» توصیف شده است. در اوت ۲۰۱۶، از تانگ برای پیوستن به یوان اجرایی تایوان به عنوان وزیر سیار دعوت شد و او را به نخستین فرد تراجنسیتی و اولین مقام دارای جنسیت غیر باینری در کابینه اجرایی عالی تبدیل کرد. تانگ به‌عنوان «پساجنسیت‌گرا» شناخته شده است و گفته «هر ضمیری که مردم بخواهند من را با آن آنلاین توصیف کنند» را می‌پذیرد. تانگ یکی از پیشروان و سرکرده‌های زبان برنامه‌نویسی هسکل (زبان برنامه‌نویسی) و پرل است و عضو اصلی جنبش دولت باز/متن‌باز معروف به «گاوزیرو» (g0v) است.

## اوایل زندگی
تانگ در تایپه از پدری به نام تانگ کوانگ هوآ و مادری به نام لی یا-چینگ متولد شد. لی یا-چینگ به توسعه اولین تعاونی مصرف تایوان کمک کرد و یک مدرسه ابتدایی تجربی را با استخدام معلمان بومی توسعه داد. تانگ یک کودک اعجوبه و نابغه بود، قبل از پنج سالگی آثار ادبیات کلاسیک، قبل از شش سالگی ریاضیات پیشرفته و قبل از هشت سالگی برنامه‌نویسی را خواند و در سن ۱۲ سالگی یادگیری زبان برنامه‌نویسی پرل را آغاز کرد. تانگ بخشی از دوران کودکی خود را در آلمان گذراند. دو سال بعد، او دبیرستان را رها کرد، زیرا نتوانست خود را با زندگی دانش‌آموزی وفق دهد. در سال ۲۰۰۰، در سن ۱۹ سالگی، تانگ سمت‌هایی در شرکت‌های نرم‌افزاری داشت و در سیلیکون‌ولی کالیفرنیا به عنوان یک کارآفرین کار می‌کرد.
در اواخر سال ۲۰۰۵، تانگ گذار جنسیت به زن ترنس را آغاز کرد، از جمله تغییر نام انگلیسی و چینی خود، با استناد به نیاز به تطبیق ظاهر بیرونی خود با تصویر درونی از خود. در سال ۲۰۱۷، تانگ گفت: «من واقعیت را خاموش کرده‌ام و سال‌هاست که تقریباً منحصراً در شبکه مجازی زندگی می‌کنم، زیرا مغز من مطمئن است که من یک زن هستم، اما انتظارات اجتماعی چیز دیگری را از من می‌طلبد.» در سال ۲۰۱۹، تانگ به‌عنوان «پساجنسیت‌گرا» یا غیر دودویی معرفی شد، در پاسخ به درخواستی در مورد اینکه چه ضمیری را برای خود ترجیح می‌دهد گفت «آنچه در اینجا مهم است، این نیست که از کدام ضمایر استفاده می‌کنید، بلکه تجربه است… در مورد آن ضمایر… من تنها غیر باینری نیستم. من واقعاً هر چیزی می‌توان باشم، پس هر ضمیری دوست دارید استفاده کنید.»
کانال خبری تلویزیون ئی‌تی‌تودی گزارش داد که تانگ دارای بهره هوشی ۱۸۰ است. تانگ از طرفداران سرسخت خودآموزی و آنارشیسم بوده است.

## مشارکت در نرم‌افزار باز
تانگ پروژه پاگز را راه‌اندازی و رهبری کرد که تلاش مشترکی از جوامع زبان‌های برنامه‌نویسی هسکل و پرل برای پیاده‌سازی زبان پرل ۶ بود. تانگ همچنین در پروژه بین‌المللی‌سازی و محلی‌سازی برای چندین برنامه نرم‌افزار آزاد از جمله اس‌وی‌کی (یک نرم‌افزار کنترل نسخه که با زبان پرل نوشته شده و تانگ خودش بخش بزرگی از کدهای آن را ایجاد کرده است)، تراکر و ریکوئست، اسلش مشارکت داشت. او نرم‌افزار اِترکَلْک را در ادامه تلاش‌های «دن بریکلین» در زمینه ایجاد برنامه کاربردی ویکی‌کَلْک و کار آنها با هم در سوشیال‌کَلْک و همچنین رهبری تلاش‌های ترجمه نویسه‌های چینی سنتی برای چندین کتاب‌های مختلف مرتبط با نرم‌افزار متن‌باز خلق کرد.
در سیپن، تانگ بیش از ۱۰۰ پروژه پرل را بین ژوئن ۲۰۰۱ و ژوئیه ۲۰۰۶ آغاز کرد، از جمله تولکیت محبوب بایگانی پرل (PAR)، یک ابزار بسته‌بندی و استقرار چند پلتفرمی برای پرل ۵. تانگ همچنین مسئول راه‌اندازی سیستم‌های تست دود و امضای دیجیتال برای سیپن است. در اکتبر ۲۰۰۵، تانگ یک سخنران در کنفرانس متن باز اروپایی اورایلی مدیا در آمستردام بود.